# Monocentrus pulchellus
Monocentrus pulchellus är en insektsart som beskrevs av Boulard 1971. Monocentrus pulchellus ingår i släktet Monocentrus och familjen hornstritar. Inga underarter finns listade i Catalogue of Life.